# Campion Jácint
Campion Jácint névvariáns: Campion, Hyacintus (Buda, 1725 – Eszék, 1767. augusztus 7.) ferences rendi kapisztrán szerzetes.

## Élete
Tanulmányai végeztével a szerzetbe lépett, rendtársainak a hittant és bölcseletet tanította Budán. Mint a rend tartományi kormányzójának kiküldöttje működött Eszéken.
Amikor Zomborban 1752. június 24-én elhelyezték az építendő Szent Háromság-templom alapkövét, „A szent beszédet Campion Jácint, a bölcsészet vukovári tanára mondotta.”

## Művei
- Animadversiones physico-historico-morales de baptismo nonnatis, abortivis et proiectis conferendo, Budae, 1761
- Vindiciae pro eodem sacro ordine petitae adversus quosdam scriptores, novissime opellam posthumam Guilielmi Friderici Damiani sacerdotis Petrini, in quibus demonstratur fratricellos begvardas et begvinos nequaquam ex minorum sodalitio prodiisse; minus fr. Petrum Joannem Oliva eorum patriarcham, et Petrum a Macerata, alterum item Petrum a Foro-Sempronio primipilos illius sectae exstitisse. Uo. 1765 (2. kiadás. Uo. 1766)
- Vindiciae denus vindicatae adversus Apologiuam Josephi Antonii Transilvanii, quibus sectam fratricellorum e sodalitio minorum neutiquam prodiisse rursus defenditur. Uo. 1766